# Miass (flod)
|  | Denne artikel er om floden Miass. Se Miass for byen med samme navn. |
Miass (russisk: Миасс) er en flod i Tjeljabinsk oblast og Kurgan oblast i Rusland. Den er en biflod til floden Iset, som er en biflod til Tobol, som igen er en biflod til Irtysj. Miass er 658 km lang, og afvandingsområdet er på 21.800 km². Miass fryser til i månedsskiftet oktober-november og bliver under isen til april. Langs floden ligger byerne Tjeljabinsk og Miass.
56°05′44″N 64°29′56″Ø / 56.0956°N 64.4989°Ø